# Glauce
Glauce (in greco antico: Γλαυκή?, Glaykē) è un personaggio della mitologia greca, fu la giovane figlia di Creonte, re di Corinto e promessa sposa di Giasone.
Glauce è spesso citata con il nome di Creusa dagli autori latini, come Seneca, Properzio e Igino.

## Mitologia
Giasone affermava di non voler sposare Glauce per amore, ma per condurre una vita migliore per sé e per i suoi figli.
Glauce fu uccisa dalla maga Medea, la moglie ripudiata di Giasone, per mezzo di un peplo e di una corona che, appena indossati, sprigionarono una lingua di fuoco che la travolse.
Nel tentativo di salvarla morì con lei anche il padre Creonte.